# 大字藤田 (北九州市)
大字藤田（おおあざふじた）は福岡県北九州市八幡西区の大字。住居表示未実施。郵便番号は806-0022。

## 地理
八幡西区の東側北端に位置し洞海湾に面する工業地帯（ここでは北部地域と呼ぶ）と、JR九州 黒崎駅周辺の線路敷地を主とする地域（ここでは中部地域と呼ぶ）と、黒崎駅から約1.5km南東の河頭山東側の山林地帯（ここでは南部地域と呼ぶ）の3か所に分かれる。
北部地域は東に舟町、南東から南に黒崎城石、西に大字熊手と接し、北は洞海湾に面する。
中部地域は北に黒崎城石、東に田町、南に黒崎、西に大字熊手と接する。
南部地域は北に平尾町、北東に西川頭町、東に河桃町、南東に元城町、南に鳴水町、西に大字鳴水、北西に東鳴水と接する。

### 河川
- 二級河川 撥川

## 地域の特徴
かつて遠賀郡藤田村と呼ばれていた地域のうち住居表示されずに残った部分であり、無住地。
北部地域
町域の北側は洞海湾に面しており、西側は撥川、東側北部は黒崎泊地と水面に囲まれている。南東端を県道273号築地汐入線が掠める。三菱ケミカルの他大日本印刷の工場や、北九州市西部皇后崎浄化センターなどがある。工場地帯である。
中部地域
町域内のほとんどがJR九州鹿児島本線および福北ゆたか線の線路敷地および黒崎駅ホーム敷地となっている。東端を県道273号築地汐入線が掠め、北縁の一部を国道3号（黒崎バイパス）の高架が走る。西端近くを撥川が北流し、西端を県道279号本城熊手線が黒崎跨線橋で線路の上を立体交差する。
南部地域
河頭山の東側山林地帯であり、南縁を北九州高速4号線が走り、河頭トンネルが河頭山の南側斜面を貫通する。

## 歴史

### 地名の由来
遠賀郡藤田村に由来する。藤田の名は、昔、山王山の麓の田のまわりに、大きい藤の森が生い茂っていたためといわれる。

### 沿革
- 1878年（明治11年）11月1日 - 郡区町村編制法の福岡県での施行により、行政区画としての遠賀郡が発足。遠賀郡藤田村となる。
- 1889年（明治22年）4月1日 - 町村制施行により、前田村、藤田村、熊手村、鳴水村の4村が合併し、黒崎村が発足。藤田村は黒崎村大字藤田となる。
- 1897年（明治30年） - 黒崎村が町制施行し、黒崎町が発足。黒崎村大字藤田は黒崎町大字藤田となる。
- 1926年（大正15年）11月2日 - 黒崎町が八幡市に編入。黒崎町大字藤田は八幡市大字藤田となる。
- 1943年（昭和18年） - 大字藤田の一部が神原町，八千代町になる[5]。大字藤田の一部が鳴水町に編入する[5]。
- 1947年（昭和22年） - 大字藤田の一部が油田町，久喜町，紅梅町，清納町，錦町，西通町，南陣山町，桃園町になる[5]。
- 1950年（昭和25年） - 大字藤田の一部が東浜町になる[5]。大字藤田の一部が築地町に編入する[5]。
- 1960年（昭和35年） - 大字藤田の一部が川頭町，城山町，田町，舟町，屋敷町になる[5]。
- 1963年（昭和38年）2月1日 - 八幡市、戸畑市、小倉市、若松市、門司市の5市が合併し、北九州市が発足。八幡市大字藤田は北九州市八幡区大字藤田となる。
- 1963年（昭和38年）4月1日 - 北九州市が政令指定都市に指定され、八幡区、戸畑区、小倉区、若松区、門司区の5区を設置。北九州市八幡区大字藤田は北九州市八幡区大字藤田となる。
- 1969年（昭和44年） - 大字藤田の一部が祇園一丁目 - 三丁目，黒崎一丁目 - 五丁目，紅梅一丁目 - 四丁目，陣山一丁目 - 三丁目，藤田一丁目 - 四丁目，桃園一丁目 - 四丁目になる[5][6]。
- 1970年（昭和45年） - 大字藤田の一部が祇園原町，西川頭町，東川頭町，平尾町，元城町になる[5][7]。
- 1972年（昭和47年）6月1日 - 大字藤田の一部が田町一丁目 - 二丁目になる[5][8]。大字藤田の一部が東浜町に編入する[5]。
- 1974年（昭和49年）4月1日 - 八幡区が八幡西区と八幡東区に分かれ、八幡区大字藤田は八幡西区大字藤田となる[9]。
- 1979年（昭和54年）6月1日 - 大字藤田の一部が河桃町になる[10][11]。
- 1982年（昭和57年）6月1日 - 大字藤田の一部が大畑町，鳴水町になる[12][13]。
- 1984年（昭和59年）6月1日 - 大字藤田の一部が元城町に編入する[14][15]。
- 1991年（平成3年）9月1日 - 大字藤田の一部が黒崎城石になる[16]。

## 世帯数と人口
2025年（令和7年）3月31日現在（北九州市発表）の世帯数と人口は以下の通りである。
| 大字     | 世帯数 | 人口 |
| -------- | ------ | ---- |
| 大字藤田 | - 世帯 | - 人 |

### 人口の変遷
国勢調査による人口の推移。
| 1995年（平成7年）  | - 人 | [ 17 ] |  |
| 2000年（平成12年） | - 人 | [ 18 ] |  |
| 2005年（平成17年） | - 人 | [ 19 ] |  |
| 2010年（平成22年） | - 人 | [ 20 ] |  |
| 2015年（平成27年） | - 人 | [ 21 ] |  |
| 2020年（令和2年）  | - 人 | [ 22 ] |  |

### 世帯数の変遷
国勢調査による世帯数の推移。
| 1995年（平成7年）  | - 世帯 | [ 17 ] |  |
| 2000年（平成12年） | - 世帯 | [ 18 ] |  |
| 2005年（平成17年） | - 世帯 | [ 19 ] |  |
| 2010年（平成22年） | - 世帯 | [ 20 ] |  |
| 2015年（平成27年） | - 世帯 | [ 21 ] |  |
| 2020年（令和2年）  | - 世帯 | [ 22 ] |  |

## 学区
市立小・中学校に通う場合、学区は以下の通りとなる。
| 大字     | 番地 | 小学校               | 中学校               |
| -------- | ---- | -------------------- | -------------------- |
| 大字藤田 | 全域 | 北九州市立鳴水小学校 | 北九州市立黒崎中学校 |

## 交通

### 鉄道
- JR九州 黒崎駅

### 道路
- 国道3号（黒崎バイパス）
- 県道279号本城熊手線
- 県道273号築地汐入線

## 施設

### 役所・公的機関
- 北九州市西部皇后崎浄化センター

### その他
- 三菱ケミカル 九州事業所
- 大日本印刷 黒崎第1工場
- 大阪ソーダ 北九州工場
- 新菱 創成館